# Amtsgericht Rheinsberg

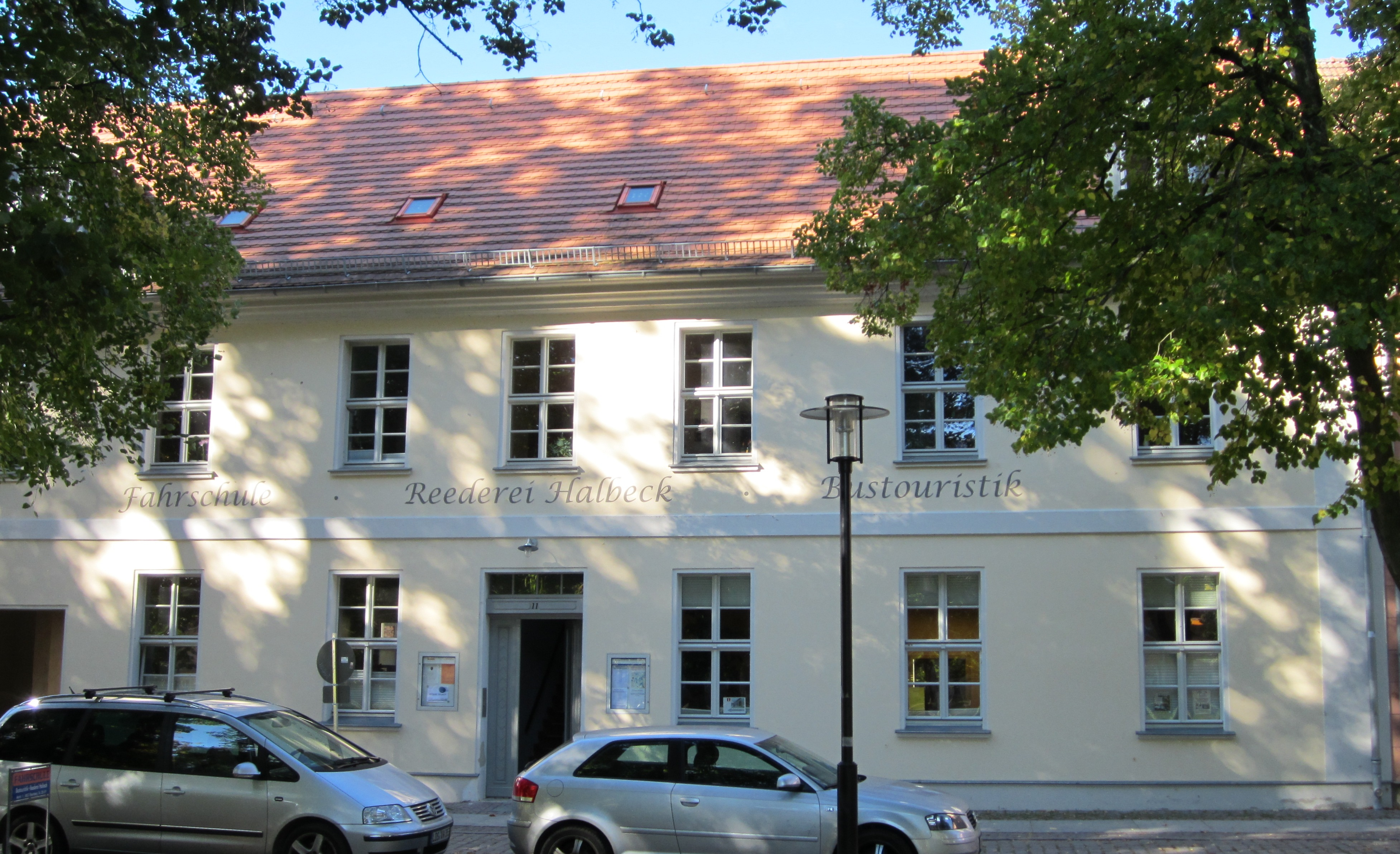
Ehem. Amtsgerichtsgebäude (2012)

Das Amtsgericht Rheinsberg war ein preußisches Amtsgericht mit Sitz in Rheinsberg in der Provinz Brandenburg.

## Geschichte
Ab 1849 bestand das Kreisgericht Neuruppin. In Rheinsberg bestand eine Zweigstelle (Gerichtskommission). Übergeordnet war das Appellationsgericht Frankfurt a. d. Oder. Im Rahmen der Reichsjustizgesetze wurden diese Gerichte aufgehoben und reichsweit einheitlich Oberlandes-, Land- und Amtsgerichte gebildet. Das königlich preußische Amtsgericht Rheinsberg wurde mit Wirkung zum 1. Oktober 1879 als eines von 15 Amtsgerichten im Bezirk des Landgerichtes Neuruppin im Bezirk des Kammergerichtes gebildet. Der Sitz des Gerichtes war die Stadt Rheinsberg.
Sein Gerichtsbezirk umfasste
- aus dem Landkreis Ostprignitz den Flecken Zechlin und den Amtsbezirk Oberförsterei Zechlin
- aus dem Landkreis Ruppin den Stadtbezirk Rheinsberg, die Amtsbezirke Groß-Zerlang, Linow, Menz und Rheinsberg, der Gemeindebezirk Basdorf aus dem Amtsbezirk Neu-Glienicke und die Gemeindebezirke Dollgow und Zechow sowie die Gutsbezirke Köpernitz, Schulzenhof, Rheinshagen und Wassermühle aus dem Amtsbezirk Köpernitz.[1]

Am Gericht bestand 1880 eine Richterstelle. Das Amtsgericht war damit ein kleines Amtsgericht im Landgerichtsbezirk. Gerichtstage wurden in Zechlin gehalten. Zum 1. Juli 1951 wurde das Amtsgericht Rheinsberg in eine Zweigstelle des Amtsgerichtes Neuruppin umgewandelt. 1952 wurden in der DDR die Amtsgerichte abgeschafft und stattdessen Kreisgerichte gebildet. Rheinsberg kam zum Kreis Neuruppin im Bezirk Potsdam, zuständiges Gericht war damit das Kreisgericht Neuruppin. Das Amtsgericht Rheinsberg wurde aufgehoben und auch nach dem Zusammenbruch der DDR nicht mehr neu gebildet.

## Amtsgerichstgebäude
Nach 1740 wurde, eventuell für den Baumeister Johann Georg Kemmeter, ein Wohnhaus (heutige Adresse Markt 11) erbaut. Ab Mitte des 19. Jahrhunderts wurde das Gebäude vom Magistrat und von der Gerichtskommission genutzt. Ab 1879 war das Haus dann Sitz von Amtsgericht, Polizei und Gefängnis. Das Gebäude ist im Kern ein Fachwerkhaus mit Ziegelausfachungen. Im späten 19. Jahrhundert und 1932 wurde die Hoffront durch massives Mauerwerk erneuert. Das rückseitige Polizeigebäude ist heute Wohnhaus, das Gefängnis wurde in den 1980er Jahren abgerissen. Das Gebäude steht als Baudenkmal unter Denkmalschutz.